# Telifònides
Els telifònides (Thelyphonida) o uropigis (Uropygi) són un ordre d'aràcnids amb «cua» llarga i prima, uns enormes pedipalps espinosos i unes glàndules anals que expulsen una substància irritant amb olor de vinagre. No tenen glàndules verinoses i són inofensius per als humans, malgrat el seu aspecte amenaçador.

## Característiques

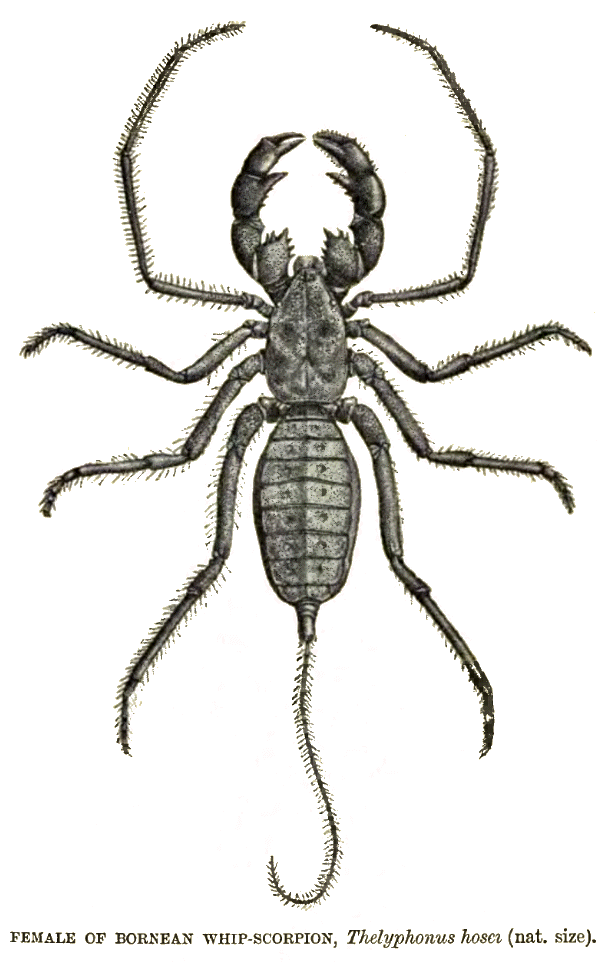
Thelyphonus doriae hosei

Les espècies d'aquest ordre fan de 25 a 85 mil·límetres de llargada. Només fan servir 6 potes per a desplaçar-se i les dues primeres potes estan modificades per a servir d'antenes. Moltes espècies tenen pinces com les dels escorpins. Tenen un parell d'ulls davant del cefalotòrax i tres ulls a cada costat com també passa en els escorpins. No tenen glàndules verinoses però poden deixar anar una mescla d'àcid acètic i àcid octanoic quan se'ls molesta.

## Comportament
Són aràcnids carnívors i caçadors nocturns, mengen insectes o miriàpodes, de vegades també cucs i llimacs. Mastigoproctus (que fa 85 mm de llarg) de vegades s'alimenta de petits vertebrats. Controlen l'excés de població de paneroles i grills.
Els mascles secreten un sac d'esperma que transfereixen a les femelles. Una membrana mucosa protegeix els ous de la dessecació. Les cries tarden fins a 3 anys a assolir l'edat adulta i viuen després uns quatre anys més.

## Hàbitat
Es troben en zones tropicals i subtropicals de tot el món. No n'hi ha a Europa, Austràlia, i excepte per haver estat introduïts tampoc n'hi hauria a l'Àfrica. Fan forats a terra on transporten les seves preses. Els agraden llocs foscos i humits.

## Taxonomia
S'han descrit 119 espècies. Hi ha una família actual i una família extinta però aquesta és dubtosa:
- † Família Geralinuridae Scudder 1886: fòssil del Carbonífer, Txèquia.
- Família Thelyphonidae Lucas 1835
  - Subfamília Hypoctoninae Pocock 1899 — Àfrica, Índia, sud-est d'Àsia, Carib i Amèrica del Sud.
    - Etienneus
      - Etienneus africanus

    - Hypoctonus
      - Hypoctonus andersoni
      - Hypoctonus binghami
      - Hypoctonus birmanicus
      - Hypoctonus browni
      - Hypoctonus carmichaeli
      - Hypoctonus dawnae
      - Hypoctonus ellisi
      - Hypoctonus formosus
      - Hypoctonus gastrostictus
      - Hypoctonus granosus
      - Hypoctonus javanicus
      - Hypoctonus kraepelini
      - Hypoctonus oatesii
      - Hypoctonus rangunensis
      - Hypoctonus saxatilis
      - Hypoctonus siamensis
      - Hypoctonus stoliczkae
      - Hypoctonus sylvaticus
      - Hypoctonus woodmasoni

    - Labochirus
    - Thelyphonellus

  - Subfamília Mastigoproctinae Speijer 1933 [=Uroproctinae Rowland & Cooke 1973] — Carib, Amèrica del Sud, Filipines, Índia
    - Mastigoproctus
      - Mastigoproctus giganteus

  - Subfamília Thelyphoninae Lucas 1835 — SE Àsia, Illes del Pacífic
  - Subfamília Typopeltinae Rowland & Cooke 1973 — Japó, Xina, SE Àsia.

Fòssils que s'han descrit recentment són:
- † Proschizomus petrunkevitchi Dunlop & Horrocks 1996 — Carbonífer superior, Gran Bretanya
- † Mesoproctus rowlandi Dunlop 1998 — Cretaci, Brasil

Rowland & Cooke (1973) divideixen el grup en dues famílies, Thelyphonidae i Hypoctonidae.

## Galeria

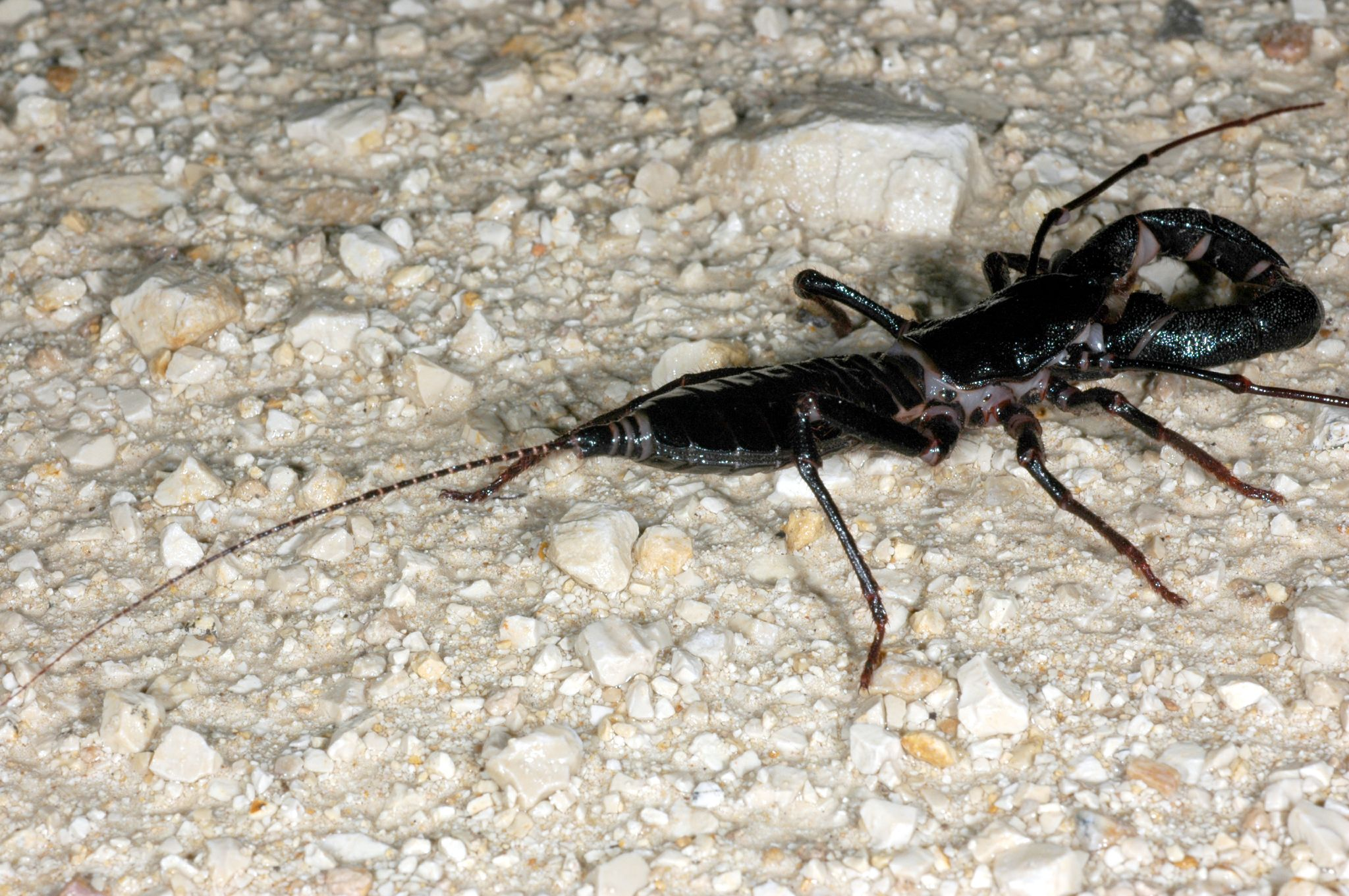
Mastigoproctus giganteus
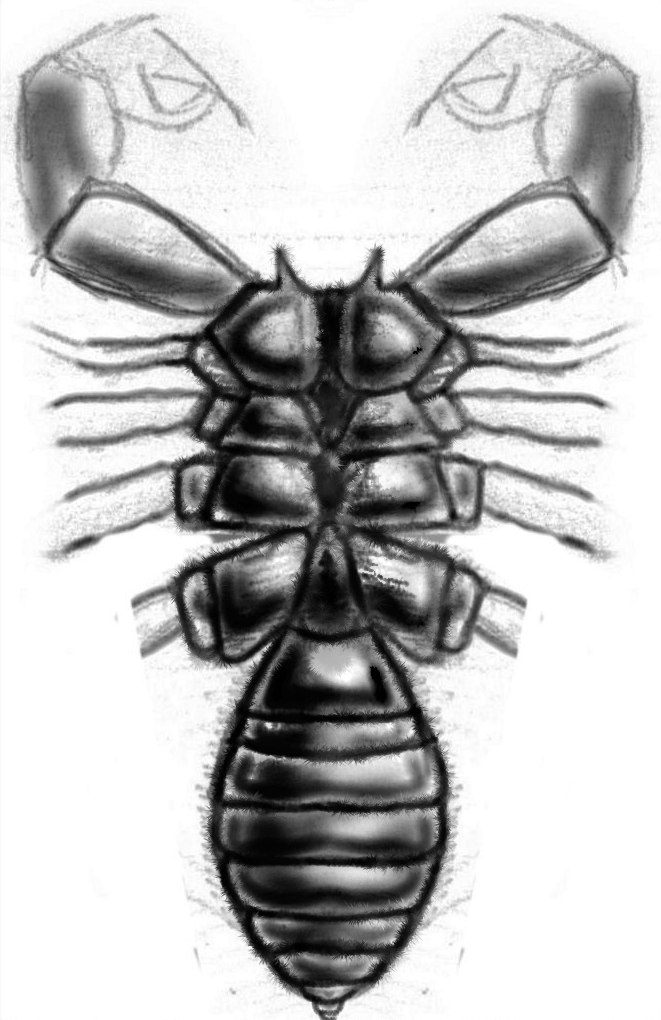
Mastigoproctus colombianus
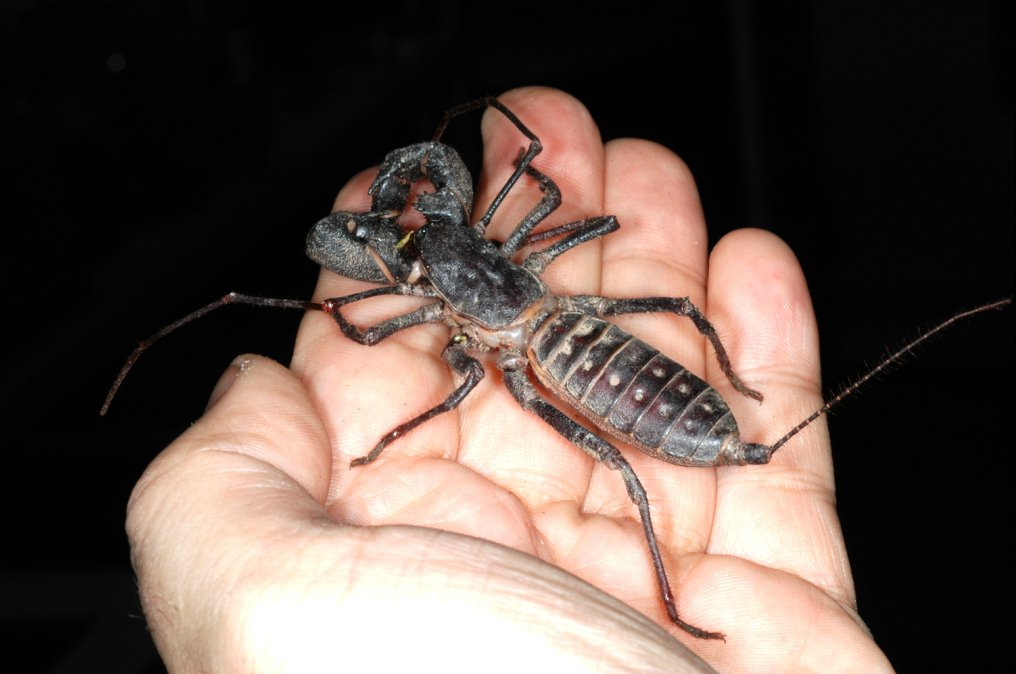
Mastigoproctus giganteus
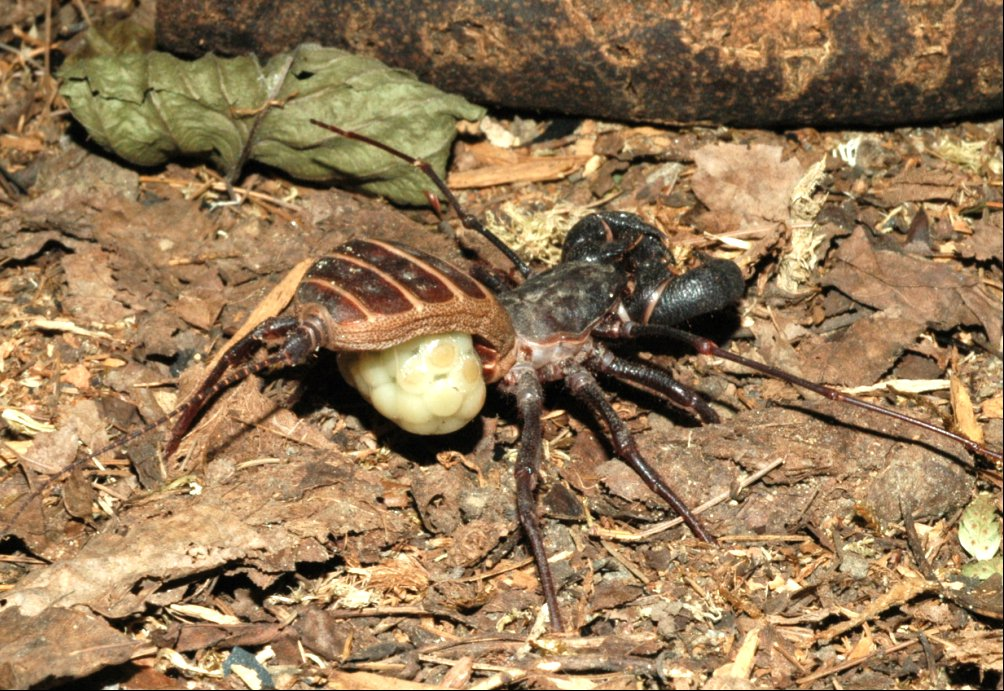
Mastigoproctus giganteus femella amb ous